# Thích Đức Nhuận
Hòa thượng Thích Đức Nhuận (1897 – 1993) là Pháp chủ đầu tiên của Giáo hội Phật giáo Việt Nam, từ năm 1981 đến năm 1993.
Hòa thượng Thích Đức Nhuận có pháp hiệu Thanh Thiệu, pháp tự Đức Huy, tục danh (tên thật) là Phạm Đức Hạp. Ông sinh năm Đinh Dậu (1897), tại thôn Quần Phương, nay là xóm 10 xã Hải Phương, huyện Hải Hậu, tỉnh Nam Định. Cha là ông Phạm Công Toán hiệu Thành Phủ; mẹ là bà Lê Thị Vụ. Ông là con thứ 6 trong gia đình có 8 anh chị em.

## Cơ duyên
Sinh trưởng trong gia đình Nho học, ông đi học khi 7 tuổi. Cha ông làm nghề thuốc và thường lên chùa Đồng Đắc tại Kim Sơn, Ninh Bình (thuộc dòng thiền Tào Động) bàn luận với sư trụ trì ở đó. Ông thường đi cùng cha và có tâm hướng về Phật giáo từ rất sớm.
Năm Nhâm Tý 1912, khi 15 tuổi, ông xin xuất gia với sư Thích Thanh Nghĩa, trụ trì chùa Đồng Đắc.
Sau đó ông tiếp tục đến chùa Thanh Nộn, Kim Bảng, Hà Nam học đạo với sư Thích Thanh Ninh.
Năm 1917, khi 20 tuổi, ông được chính thức thụ giới Cụ túc tại chùa Phúc Nhạc (Già Lê tự), tỉnh Ninh Bình. Giới đàn này gồm sư Thích Thanh Khiết làm Hòa thượng đàn đầu, sư Thích Trung Định làm Yết Ma, sư Thích Thanh Phúc làm Giáo thọ, sư Thích Khang Thượng, và sư Thích Thanh Nghĩa làm Tôn chứng.
Sau khi thụ giới, ông tiếp tục theo học tại các tổ đình miền Bắc như: Tổ đình Đào Xuyên (huyện Gia Lâm, Hà Nội) do Tổ Giám Thông Mệnh giảng dạy; Tổ đình chùa Bằng (huyện Thường Tín, Hà Tây); tổ đình chùa Sở (chùa Phúc Khánh, Đống Đa, Hà Nội) do sư Phan Trung Thứ thuyết pháp.
Bên cạnh việc học Phật, ông còn nghiên cứu Nho học, Lão giáo.
Năm 42 tuổi, ông đã thọ giới Bồ Tát, do sư Thích Doãn Hài, viện chủ chùa Tế Xuyên (Nam Hà) chứng đàn.

## Hoằng pháp
Năm 1940, ông trở về thừa kế, trụ trì chùa Đồng Đắc. Phật sự đầu tiên của ông là thành lập 2 trường Phật học ở chùa Đồng Đắc và chùa Kỳ Lân (Gia Viễn, tỉnh Ninh Bình). Trong khoảng thời gian đó ông thường làm chủ hạ các Trường hạ như: Trường hạ chùa Phúc Nhạc, Trường hạ chùa Đại Hữu, Trường hạ chùa Sơn Thủy (Chùa Non Nước), Trường hạ chùa Lê Xá, Trường hạ chùa Bà Đá.
Năm 1950, Hội Phật giáo tỉnh Ninh Bình cung thỉnh ông giữ chức Giám luật Phật giáo tỉnh Ninh Bình.
Năm 1955, sau khi hòa bình lập lại, ông được mời lên Thủ đô Hà Nội để tham gia tổ chức lại Giáo hội. Trong thời gian này, ông về trụ trì chùa Phổ Giác (Đống Đa, Hà Nội) để tiện việc đi sang Trụ sở chùa Quán Sứ. Sau đó một thời gian ông làm trụ trì chùa Quán Sứ.
Năm 1956, ông làm phó Ban Đại diện Phật giáo Thủ đô.
Tháng 3 năm 1958, Hội Phật giáo Thống nhất Việt Nam (ở miền Bắc) thành lập, ông được bầu làm Phó Hội trưởng, và đảm nhiệm ngôi vị này liên tục qua bốn kỳ đại hội, cho tới năm 1979.
Năm 1969, ông về trụ trì chùa Hoằng Ân (Quảng Bá, Hà Nội). Cũng trong năm này, Hội Phật giáo Thống Nhất Việt Nam mở trường Tu học Phật pháp Trung ương tại đây và ông làm Hiệu trưởng. Đây là ngôi trường có tổ chức đầu tiên sau ngày miền Bắc giải phóng. Ông trụ trì ở Quảng Bá gần 20 năm trước khi về chùa Hòe Nhai.
Năm 1979, khi Hòa thượng Thích Trí Độ, Hội trưởng Hội Phật giáo Thống Nhất Việt Nam qua đời, ông là Quyền Hội trưởng cho đến năm 1981, khi Giáo hội Phật giáo Việt Nam được thành lập.
Năm 1980 ông đứng ra thành lập nghĩa trang tại chùa Huỳnh Cung, Thanh Trì, Hà Nội. Cũng trong năm này, ông nhận lãnh trụ trì chùa Hòe Nhai (chùa Hồng Phúc), chốn Tổ của thiền phái Tào Động và năm 1986 ông chính thức về đây trụ trì cho đến khi viên tịch.
Cũng năm 1980, Ban Vận động Thống nhất Phật giáo Việt Nam ra đời, ông làm Chứng minh Ban Vận động. Ông đã vào lưu trú tại chùa Vĩnh Nghiêm (Thành phố Hồ Chí Minh) một năm để cùng với Ban Vận động Thống nhất Phật giáo Việt Nam đi thăm hỏi, trao đổi, bàn bạc với lãnh đạo các giáo phái, hệ phái, hội đoàn Phật giáo tại các tỉnh phía Nam để thực hiện việc thống nhất Phật giáo.
Tháng 11 năm 1981 Hội nghị đại biểu thống nhất Phật giáo Việt Nam diễn ra tại chùa Quán sứ, Hà Nội, để thành lập Giáo hội Phật giáo Việt Nam. Trong Hội nghị, ông được suy tôn ngôi vị Pháp chủ Hội đồng Chứng minh Giáo hội Phật giáo việt Nam. Khi đó ông 84 tuổi.
Từ năm 1981 cho đến khi qua đời, Hòa thượng Thích Đức Nhuận giữ ngôi vị Pháp chủ.
Vào lúc 5 giờ 5 phút ngày 11 tháng 11 năm Quý Dậu (23 tháng 12 năm 1993), Đại lão Hòa thượng Pháp chủ Thích Đức Nhuận viên tịch tại chùa Hòe Nhai, thọ 96 tuổi đời, 77 tuổi đạo.
Sau lễ tang, Hòa thượng được an táng tại bảo tháp trong chùa Hoằng Ân, Quảng Bá, Hà Nội.

## Đường lối tu tập

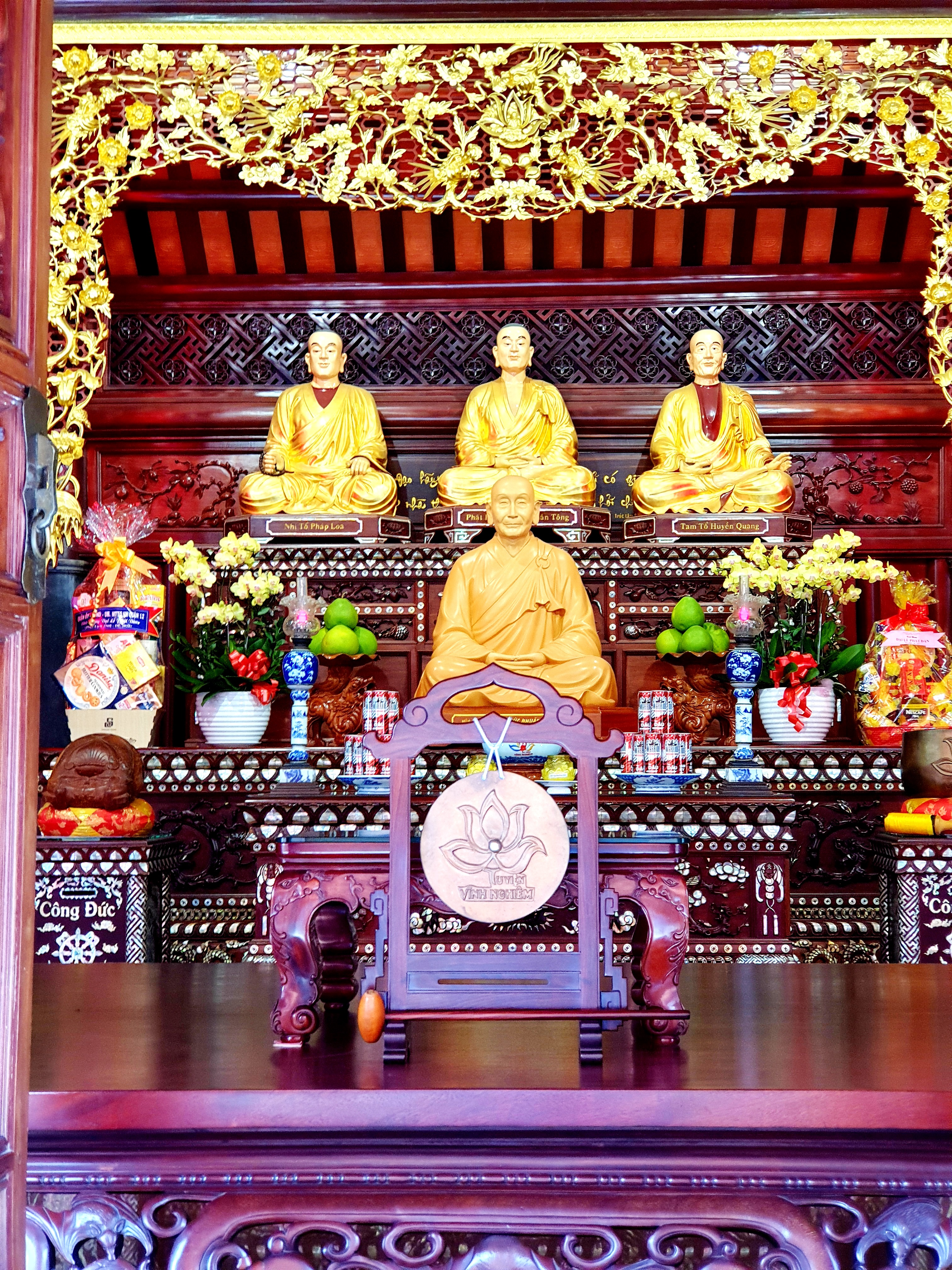
HT. Thích Đức Nhuận được thờ phượng tại Tổ đường ở Tu viện Vĩnh Nghiêm thuộc Quận 12

Hòa Thượng Thích Đức Nhuận thuộc đời pháp thứ 44 Tông Tào Động, dòng pháp được truyền từ Thiền sư Động Sơn Lương Giới- người sáng lập Tông Tào Động tại Trung Quốc và đến thế kỷ 17 Thiền sư Thông Giác Thủy Nguyệt du phương sang Trung Quốc cầu pháp rồi khai ngộ và truyền vào miền Bắc Việt Nam.

Về phương pháp tu tập, Hòa thượng tự mình tu theo pháp Thiền Phản Văn Văn Tự Tính của Bồ Tát Quán Thế Âm, được trình bày trong chương Quán Thế Âm Bồ Tát Nhĩ Căn Viên Thông thuộc Kinh Lăng Nghiêm. Pháp tu này về bản chất và nội dung đều tương tự như cách tham cứu tu hành của Thiền Tông (Khán thoại đầu, Chỉ quán đả tọa...) thông qua đó giúp cho hành giả dứt sạch vọng niệm, vô minh; đạt đến chỗ siêu việt và chứng ngộ bản thể Phật tính thanh tịnh nơi chính mình, thoát khỏi sinh tử luân hồi. Sư thực hành pháp này cho đến cuối đời và có làm bài kệ đúc kết về pháp tu của mình:
Một niềm xoay lại đối tính nghe
Muôn sự buông xuôi chỉ lắng nghe
Nghe lắng cho sâu không nghe cảnh

Cảnh rời, văn tính chính Tính nghe.
Hòa thượng nhấn mạnh đến tầm quan trọng và thiết yếu của việc thực hành Phật Pháp- con đường Giới- Định- Tuệ đối với các hàng tăng, ni, phật tử. Đây là con đường cơ bản và cần thiết để mỗi người có thể nỗ lực tu hành và đạt đến sự giải thoát như lời Phật dạy: "Bây giờ thì cần giới luật, ít lâu sau khi thụ giới, trong dân giới các giới sư học không đủ mấy bộ luật, nên sự trao truyền còn nhiều thiếu sót. Con đường tiến đến giải thoát chỉ có Giới- Định- Tuệ. Đầu tiên, giới đã không đầy đủ thì Định, Tuệ không phát được. Giới có bốn khoa: Giới pháp, giới thể, giới hành và giới tướng. Giới pháp là Phật xem căn cơ của chúng sinh có lỗi lầm gì thì chế ra giới ấy để trị. Giới thể là thầy trò theo giới pháp ấy mà truyền thụ cho nhau, giới hành là thụ giới xong y theo đó mà tu hành, giới tướng là những tướng riêng biệt, như ngũ giới thì sát, đạo, dâm, vọng, và ẩm tửu, mỗi thứ có tướng riêng. Bây giờ, các Hoà Thượng trong các đàn truyền giới nên để ý nghiên cứu kỹ, không khéo thành ra giáo lý cao siêu như thế, hay như thế, mà kết quả không được mấy vì mình làm không đúng, vì mình không nhận được chân tâm".
Sư chủ trương tinh thần Tam Giáo Đồng Nguyên và cho rằng cả ba tôn giáo Phật-Nho- Lão đều có những điểm tương đồng trong giáo lý và đều hướng con người đến chổ thiện, dù ngôn ngữ hành đạo và phương tiện thực hành khác nhau. Ngoài ra sư cũng giảng giải và khuyên các đệ tử sơ cơ nên thực hành pháp môn Tịnh Độ, niệm Phật để cầu vãng sinh Tây Phương Cực Lạc.

## Các đệ tử
- Hoà thượng Thích Thanh Khánh (1921 - 2013) viện chủ chùa Hoè Nhai, trưởng pháp tử
- Hoà thượng Thích Tâm Châu (1921 -2015)
- Hoà thượng Thích Trung Quán (1925 - 2003)
- Hòa Thượng Thích Tuệ Đăng (1927 - 1997)
- Thượng tọa Thích Tuệ Côn (1927 - 2005), trụ trì chùa Quảng Bá
- Hoà thượng Thích Phúc Trí (1917 - 2013) trụ trì chùa Mễ Trì Thượng, huyện Từ Liêm, tp Hà Nội.
- Thượng tọa Thích Đạo Minh (1960-2002) trụ trì chùa Quảng Bá.
- Thượng Toạ Thích Thọ Lạc - trưởng ban trị sự tỉnh Ninh Bình,
- Ni trưởng Hải Triều Âm. (1920 - 2013)
- Ni trưởng Thích Đàm Ánh (1924 -2015) trụ trì chùa Phụng Thánh - Cống Trắng, Hà Nội

## Các chùa đã trụ trì
- Chùa Đồng Đắc
- Chùa Phổ Giác
- Chùa Hoằng Ân
- Chùa Quán Sứ
- Chùa Hòe Nhai